# Preston North End Football Club
Preston North End Football Club é um clube profissional inglês de futebol sediado em Preston. Atualmente, joga na EFL Championship, a 2ª divisão da Inglaterra.
Bicampeão inglês, o clube joga no estádio Deepdale, na cidade de Preston, Lancashire, e seus maiores rivais são o Blackpool e o Burnley.
O Preston North End, também conhecido como "Lilywhites" ou apenas como "North End", tem como um fã famoso o lutador de WWE Bad News Barrett, que por vezes faz doações a seu clube do coração.

## História

### Origem como um time de críquete
A origem do clube remonta como um time de críquete que foi fundado por volta de 1863 em Preston e estava ligado à Wellfield Road School. No início, essa equipe jogava em uma faixa de terra chamada "The Marsh", no Rio Ribble em Ashton-on-Ribble, que agora é um subúrbio na parte oeste da cidade. Em 1863, alguns membros da equipe propuseram uma mudança para Moor Park, onde a Preston Corporation havia aberto novos campos de jogos. Isso causou uma divisão, mas os que eram a favor da mudança foram mesmo assim e formaram o Preston North End Cricket Club, assim chamado porque Moor Park fica no lado norte da cidade. O primeiro presidente do clube foi William Sudell. Em 3 de agosto de 1867, William Sudell, então com dezesseis anos, tornou-se membro.

### Fundação do clube de futebol
O clube enfrentava dificuldades financeiras constantes, mas conseguiu continuar e, apesar dos problemas, decidiu, em 21 de janeiro de 1875, alugar um campo na Deepdale Farm. Em parte para tentar obter uma renda extra e em parte para ter uma atividade física durante os meses de inverno, o clube formou um time de rúgbi em 1877-78. Esse time não foi bem-sucedido e eles se voltaram para o futebol em 1878-79. Sua primeira partida conhecida ocorreu em 5 de outubro de 1878 contra o Eagley e o Preston perdeu por 0 a 1. A partida foi disputada em Deepdale, que se tornou o campo de futebol mais antigo do mundo em uso contínuo por um clube da liga principal (o segundo mais antigo é o Turf Moor, usado pela primeira vez pelo Burnley em 17 de fevereiro de 1883). O time do Preston na partida contra o Eagley foi: W. Sudell, W. Turner, J. Sefton, T. Charnley, T. Wadeson, J. Wadeson, C. Miller, T. Parkinson, J. F. Dodgson, R. Green e H. S. Carmel (capitão).
Em maio de 1880, ciente do sucesso de outros times de futebol de Lancashire, o capitão do time, Harry Carmel, propôs a criação formal do clube de futebol. O apoio foi unânime. Sabe-se que o novo clube jogou dez partidas na temporada de 1880-81, incluindo uma em 26 de março de 1881 contra o Blackburn Rovers, na qual o Preston foi derrotado por 10 a 0. O clube continuou a jogar críquete no verão, mas os membros não tinham dúvidas de que o futebol era o futuro do clube.

### Início do profissionalismo (1881-1886)
Nos anos seguintes, o Deepdale melhorou gradualmente suas instalações e aumentou de tamanho. O futebol havia se tornado uma grande atração na cidade e Sudell, que agora era o homem no comando do clube, tinha uma visão de como fazer do Preston North End o melhor time da Inglaterra.
O plano de Sudell era "importar" os melhores jogadores de outras áreas, principalmente da Escócia - que fornecia talentos para muitos clubes ingleses da época na forma dos Scotch Professors. A identidade do primeiro jogador escocês do clube foi James McDade, que "apareceu em Preston e começou a educar os habitantes locais". Ele viajou para o sul da área de Neilston, em Glasgow, e estava morando em Preston em 1881. No início, ele era um dos melhores jogadores do clube, tendo entrado no time contra o Astley Bridge em novembro de 1880 e permanecido na equipe em 1881 e 1882. Como estava chegando ao fim de sua carreira, sua principal influência foi como o primeiro técnico e estrategista do North End. Outros escoceses viriam em seguida e seriam recompensados com o pagamento de taxas de jogo e sendo "acomodados" com trabalhos altamente remunerados na área de Preston, uma prática que não era incomum entre os clubes de Lancashire.
Isso levou a acusações de profissionalismo por parte dos rivais do Preston. Em 1884, por exemplo, o Upton Park, que chegou a Deepdale para um jogo da Copa da Inglaterra, reclamou com a Football Association que seus adversários tinham colocado em campo um time repleto de profissionais escoceses. O North End se retirou do torneio, mas a ameaça de trinta e seis times do norte de se separarem e formarem uma associação de futebol rival forçou a FA a legalizar o profissionalismo em 1885.

### Dias de glória (1886 a 1893)
Esse período viu o desenvolvimento e a supremacia de uma equipe que ficou famosa como "The Old Invincibles". Os jogadores eram, em sua maioria, recrutados no norte da fronteira, como foi o caso de Nick Ross, seu irmão mais novo Jimmy Ross, David Russell, John Goodall e George Drummond. Havia alguns jogadores locais, como o lateral Bob Holmes e o ponta Fred Dewhurst.
Durante esse período, o Preston venceu o Hyde por 26 a 0 na primeira rodada da FA Cup em 1887–88, o que até hoje continua sendo um recorde do futebol inglês de primeira classe.
Eles jogaram contra o Hibernian no Campeonato Mundial de 1887, perdendo por 2 a 1 em Edimburgo.
A Football League foi fundada em 1888; o North End foi um dos membros fundadores e entrou para a história. Na primeira temporada da Liga (1888–89), o North End foi o primeiro campeão da liga, conseguindo o feito sem perder nenhuma partida. Além disso, eles completaram a "dobradinha" da liga e da copa, vencendo a FA Cup sem sofrer um único gol, derrotando o Wolverhampton Wanderers por 3 a 0 na final. O Preston foi o primeiro clube a conquistar a "dobradinha" da liga e da copa e fez isso com a maioria de sua equipe formada por "Scotch Professors", como eram conhecidos os jogadores profissionais escoceses da época.
Em 1889–90, a equipe de Sudell repetiu o feito na Liga, mas não demorou muito para que as equipes rivais melhorassem. Apesar de muitas disputas acirradas, o North End jamais igualaria a façanha dos Old Invincibles, vencendo novamente o campeonato da Football League.
Apesar de a equipe dos Old Invincibles ter sido gradualmente desmantelada, o Preston continuou a ter um bom desempenho na liga, terminando como vice-campeão, primeiro com o Everton e, depois, duas vezes seguidas com o Sunderland. Em 1892–93, foi iniciada uma segunda divisão, juntamente com o primeiro sistema de "play-off" de promoção/rebaixamento. Isso significava que os três primeiros colocados da Second Division jogariam uma única "partida teste" contra uma equipe que terminasse entre os três últimos colocados da primeira divisão.
Na FA Cup de 1892–93, o Preston chegou às semifinais e foi sorteado para enfrentar o Everton, em um jogo disputado no Bramall Lane. Houve um empate em 2 a 2 e foi necessário um novo jogo. Esse jogo foi realizado no Ewood Park e não teve gols. Um segundo jogo foi marcado em Trent Bridgee e, dessa vez, o Preston perdeu por 1 x 2.

### Declínio (1893-1900)
Em 1893–94, o Preston despencou na liga e terminou em terceiro lugar (14º), precisando vencer o Notts County no jogo-teste de fim de temporada para manter seu status na primeira divisão. Isso foi feito, derrotando os Magpies por 4 a 0 em Deepdale.
Essa era viu a transferência de alguns dos melhores jogadores do clube. Nick Ross assinou com o Everton, John Goodall foi para o Derby County e Thomson para o Wolves.
Entretanto, dois eventos mais significativos foram mais trágicos para o clube. Primeiro, em 1893, William Sudell perdeu o controle do clube e ele foi estabelecido como uma empresa de responsabilidade limitada.
Em seguida, dois dos antigos invencíveis morreram em idade precoce. Primeiro, Nick Ross, que havia retornado do Everton para Deepdale depois de apenas um ano, sucumbiu à tuberculose. Em seguida, Fred Dewhurst morreu.

### Começo do Século XX (1900–1946)
O North End foi finalmente rebaixado em 1900–01. Eles foram campeões da Second Division em 1903–04 e foram promovidos de volta à primeira divisão.
O Preston terminou como vice-campeão do Liverpool em 1905–06.
O Preston caiu na tabela da First Division e seu melhor desempenho nesse período foi terminar em décimo lugar em 1907–08.
O Preston foi rebaixado em 1911–12, mas logo se recuperou vencendo o campeonato da Second Division pela segunda vez em 1912–13. O time ainda não era bom o suficiente para a First Division e foi imediatamente rebaixado em 1913–14. Apesar da eclosão da Primeira Guerra Mundial em agosto de 1914, a temporada de 1914–15 foi concluída e o Preston terminou em segundo lugar, recuperando a promoção imediata, mas passariam mais de quatro anos até que pudessem retornar à First Division.
O início da guerra acabou interrompendo o futebol britânico no país e muitos jogadores se alistaram nas forças armadas. Um Batalhão de Jogadores de Futebol foi formado em dezembro de 1914 e os campos foram usados como pontos de voluntariado.
Apesar do fato de que várias competições regionais foram realizadas durante a Primeira Guerra Mundial, foi somente em setembro de 1919 que o futebol da liga inglesa voltou.
O North End enfrentou dificuldades durante a maior parte do período entre guerras, com o clube terminando primeiro em 19º e depois em 16º lugar por três temporadas consecutivas, antes de finalmente ser rebaixado em 1924–25.
O rebaixamento coincidiu com o fato de o homem que estava no comando do clube, James Isherwood Taylor, ter sido banido do clube pela FA depois de ter feito abordagens ilegais por jogadores, embora tenha retornado em 1925. Taylor chegou à diretoria em 1912 e tornou-se uma figura cada vez mais influente em Deepdale, em uma época em que muitos outros clubes estavam começando a empregar treinadores de equipes especializados.
Apesar dos tempos de vacas magras na liga, o North End quase experimentou a glória na FA Cup. Depois de chegar às semifinais em 1921, um ano depois o time se classificou para enfrentar o Huddersfield Town na final em Stamford Bridge, a última antes da inauguração do Estádio de Wembley. Em um jogo ruim, Billy Smith foi derrubado na borda da área do North End e, apesar dos protestos ferozes, o árbitro assinalou um pênalti. Smith converteu o pênalti, apesar dos esforços do goleiro J.F. Mitchell, de óculos, para afastá-lo, pulando para cima e para baixo em sua linha. A taça foi perdida.
Ao contrário do que acontecia antes da guerra, o North End teve muita dificuldade para voltar à primeira divisão. Em sua primeira temporada na Divisão Dois da Liga, terminou em 12º lugar, seguido por 6º, 4º, 13º e 16º em 1929-30.
Foi somente em 1934 que o Preston finalmente retornou à First Division, terminando como vice-campeão, atrás do Grimsby Town, em 1933–34. Essa foi a primeira temporada de Bill Shankly, que havia sido contratado do Carlisle United em maio de 1933.
Em muitos momentos durante as nove temporadas do clube na Second Division, o rebaixamento parecia bastante provável. No entanto, Taylor evitou esse desastre em potencial ao contratar dois atacantes do Tottenham Hotspur, Ted Harper e Dick Rowley, no inverno de 1931. Em 1932-33, Harper marcou 37 gols, um recorde do clube que ainda permanece.
Durante esse período, Taylor também fez algumas melhorias notáveis no campo. O Pavilion Stand foi inaugurado em 1934, abrigando escritórios, vestiários, sala da diretoria e quartos de hóspedes.
No campo, a política de contratar jogadores do norte da fronteira continuou. Jimmy Milne e Shankly se mostrariam grandes servidores do clube. Com essa nova injeção de talento, o Preston mais uma vez começou a prosperar, tendo um desempenho admirável na First Division e chegando à final da FA Cup de 1937, essa com o time sendo derrotado para o Sunderland por 3 a 1, mas chegou à final novamente na temporada seguinte, e mais uma vez o adversário foi o Huddersfield Town, e o resultado foi novamente decidido por um pênalti, com George Mutch chutando para o teto da rede após ser injustamente desafiado pelo zagueiro Alf Young, do Terriers, no último minuto da prorrogação. Essa foi a última vez que o North End ganhou um troféu nacional importante.

### Era Tom Finney (1946–1961)
Embora o futebol tenha continuado durante a guerra, Tom Finney tinha 24 anos de idade quando fez sua estreia oficial na liga pelo North End. No entanto, muitos dos jogadores mais velhos dos Lilywhites haviam se aposentado, tendo sido privados de oito anos de suas carreiras. Três jogadores do North End, Jack Owen, Percival Taylor e David Willacy, foram mortos durante a guerra.
Apesar do revés do rebaixamento em 1949, o time se recuperou em duas temporadas, preparando-se para um período próspero na década de 1950. No entanto, eles não conseguiram conquistar nenhum outro título nacional importante, apesar de terem chegado perto em várias ocasiões.
Muito se fala da lealdade incansável de Finney ao clube e à cidade, mas, em 1952, o North End esteve agonizantemente perto de perder seu maior jogador de todos os tempos. Até então, não se ouvia falar de jogadores ingleses indo jogar no exterior, mas a decisão do jogador da Seleção Inglesa, Neil Franklin, de assinar com o Bogotá, da Colômbia, em 1950, sugeriu que os astros da First Division eram de fato possíveis.
Com isso em mente, o clube italiano Palermo ofereceu a Finney uma taxa de assinatura de £10.000, um salário básico de £130 por mês, bônus, uma casa e um carro. Somente a taxa de assinatura representava cerca de dez anos de ganhos no futebol inglês. Finney pediu à diretoria que permitisse que ele falasse com eles, mas seu pedido foi rejeitado.
Apesar disso, Finney continuou a jogar pelo clube e, no ano seguinte, quase colheu sua recompensa. Faltando dois jogos para o fim da temporada 1952–53, o North End estava envolvido em uma disputa tripla pelo título com o Arsenal e o Wolves. Como o Wolves perdeu a forma no momento crucial, o Preston derrotou os Gunners por 2 a 0 em Deepdale.
Depois de outra vitória sobre o Derby County no meio da semana, tudo se resumiu ao jogo do Arsenal contra o Burnley na sexta-feira. O Arsenal venceu por 3 a 2, levando os Lilywhites ao título da First Division por uma pequena diferença de 0,1 gol em média.
No entanto, um North End devastado conseguiu se recuperar na temporada seguinte. Apesar de terminar em décimo primeiro lugar no campeonato, chegou à final da FA Cup, onde enfrentou o West Bromwich Albion e perdeu por 3 a 2.
Em um determinado momento da final em Wembley, o North End liderava por 2 a 1 graças aos gols de Angus Morrison e Charlie Wayman. Um pênalti sofrido por Tommy Docherty e um gol tardio de Frank Griffin, que passou a bola por baixo do goleiro George Thompson, viraram o jogo e, pela segunda vez em duas temporadas, o Preston foi o grande destaque do futebol inglês.
Durante o resto da década, a equipe inspirada em Tom Finney entreteve multidões em todo o país com um futebol rápido e ofensivo.
Em 1960, com as lesões começando a lhe afetar, Finney tomou a decisão de se aposentar. Ele jogou sua última partida diante de quase 30.000 torcedores, após uma vitória por 2 a 0 sobre o Luton Town. Os temores de que o fim da carreira de Finney como jogador provocaria uma queda na sorte do clube se justificaram quando o time foi rebaixado na temporada seguinte. Britton pediu demissão. O Preston North End até hoje não retornou à elite do futebol inglês.

### Anos 1960
Como Dave Russell aponta em seu livro Preston North End: 100 Years in the Football League, um evento ocorreu nesse período que tornaria praticamente impossível para o North End conseguir os salários necessários para competir com a elite e atrair os melhores jogadores. Em 1960, a PFA, liderada por Jimmy Hill, votou de forma esmagadora para entrar em greve em uma tentativa de ver a abolição do salário máximo. Quando a Football League finalmente cedeu, os salários aumentaram muito e os jovens jogadores desenvolvidos pelos clubes menores, como forma de contornar essa dificuldade, foram atraídos para longe ou vendidos para reduzir as dívidas.
No entanto, o North End ainda conseguiu chegar à final da FA Cup de 1964. O adversário dessa vez seria o West Ham United, que contava com os futuros vencedores da Copa do Mundo, Bobby Moore e Geoff Hurst. Considerando o status dos Lilywhites na Second Division, eles começaram o jogo como francos azarões. Apesar disso, e com o jogador mais jovem da história da final da Copa da Inglaterra, Howard Kendall, de dezessete anos, a equipe de Jimmy Milne parecia ser a provável vencedora por longos períodos, assumindo a vantagem duas vezes com Doug Holden e Alex Dawson. No entanto, o West Ham provou ser forte demais no final e um gol de Ronnie Boyce no último minuto levou colocou o time londrino em vantagem para 3 a 2.
Após a derrota na final da copa, as vendas de Kendall, Dawson e Dave Wilson fizeram com que o clube fosse rebaixado para a Third Division pela primeira vez em sua história em 1969–70, após uma derrota para o rival local Blackpool, que, no processo, confirmou sua própria promoção para a First Division.

### Anos 1970
O novo técnico Alan Ball garantiu que o North End se recuperasse imediatamente como campeão. A promoção foi garantida após a Páscoa com um gol de Ricky Heppolette em uma vitória por 1 a 0 sobre o então líder Fulham. O Preston teve dificuldades na Second Division e evitou por pouco o rebaixamento em 1972 e 1973. Ball deixou o time em 1973 e foi sucedido por Bobby Charlton.
O clube foi rebaixado sob o comando de Bobby Charlton em 1973–74 e terminou em nono lugar em 1974–75. Charlton pediu demissão em protesto contra a venda de John Bird para o Newcastle United.
Harry Catterick, ex-técnico do Everton, assumiu o cargo por duas temporadas, nas quais a equipe terminou em oitavo e sexto lugar. Na primeira rodada da FA Cup de 1976–77, o Preston precisou de duas repetições para derrotar o Crewe Alexandra. O empate original em Gresty Road foi de 1 a 1 e o primeiro replay em Deepdale foi de 2 a 2. A decisão foi realizada em Anfield e o Preston venceu por 3 a 0. Foi tudo em vão, pois eles perderam por 1 a 0 para o Halifax Town no The Shay na segunda rodada.
A promoção foi conquistada sob o comando de Nobby Stiles em 1977–78, inspirado por jogadores como o goleiro Roy Tunks, o zagueiro Mick Baxter, o meio-campista Gordon Coleman e a dinâmica força de ataque de Alex Bruce e Mike Elwiss. Ao mesmo tempo, o emergente Michael Robinson foi vendido ao Manchester City por uma taxa recorde de £765.000, enquanto Alan Spavin se aposentou.

### Tempos difíceis (1980 a 1995)
Em 1980–81, o Preston foi rebaixado de volta à Third Division em 20º lugar (no saldo de gols). Muitos jogadores deixaram o clube junto com o treinador Stiles após o final da temporada, e o novo técnico Tommy Docherty fez grandes mudanças. Essas mudanças não foram para melhor e os eventos do início da década de 1980 levariam o clube perigosamente perto da destruição.
O curto período de Docherty no comando do time terminou quando ele foi demitido no início de dezembro de 1981, depois de levar sua equipe a apenas três vitórias em 17 jogos na liga.
Docherty havia trazido vários jogadores, incluindo Tommy Booth e Gary Buckley do Manchester City, Jonathan Clark do Derby County e John Kelly do Tranmere Rovers. Uma derrota por 4 a 1 na FA Cup de 1981–82 para o Chesterfield fez com que "The Doc" fosse substituído por Alan Kelly (como interino), antes da entrada do ex-técnico do Everton, Gordon Lee, em dezembro de 1981.
Lee melhorou os resultados da equipe, evitando uma queda catastrófica para a quarta divisão por uma margem considerável. Entre os jogadores que o técnico trouxe estava o goleiro emprestado Martin Hodge.
A temporada seguinte, 1982–83, começou com três gols de Steve Elliott, que derrotou o Millwall por 3 a 2. No entanto, a forma do North End logo caiu, deixando-o em risco de rebaixamento, até que uma sequência de 9 vitórias nos últimos 13 jogos o catapultou para a 16ª posição.
Depois disso, Alan Kelly assumiu novamente o comando, mas a venda do atacante Elliott deixou o time com poucos gols, além de ter sofrido vários gols. Em 1984–85, o North End foi rebaixado, tomando exatamente 100 gols. O maior artilheiro da equipe na liga foi John Kelly, com apenas sete gols.
Na primeira temporada do North End na Fourth Division, o clube sofreu mais reveses. Tommy Booth havia assumido o lugar de Kelly nos últimos estágios da temporada anterior, trazendo o ex-jogador do Manchester United, Brian Kidd, como seu assistente. Apesar de uma impressionante vitória por 4 a 0 sobre o Torquay United em setembro, as coisas degeneraram gradualmente, culminando em uma derrota por 7 a 3 para o Walsall na FA Cup.
Booth logo pediu demissão e Kidd assumiu o comando, mas as coisas não melhoraram. Seu recorde era de uma vitória em 17 jogos quando ele também pediu demisão, deixando o meio-campista Jonathan Clark no comando. Ele venceu cinco jogos consecutivos em março de 1986, mas aí já era tarde demais. O North End havia chegado ao fundo do poço, terminando em 23º lugar e sendo forçado a se candidatar à reeleição.
Depois de uma audiência de reeleição bem-sucedida, tudo mudou em Deepdale no ano seguinte, com a instalação de uma nova superfície sintética em uma tentativa de trazer mais receita para o clube.
O plano parecia ter dado certo, pois o North End, sob o comando do novo técnico John McGrath, conseguiu a promoção em 1986–87, depois de terminar em segundo lugar na Fourth Division, atrás do Northampton Town. O desempenho do time em casa foi excelente, já que os adversários pareciam ter dificuldade para se adaptar ao novo gramado, e os novos contratados de McGrath, jogadores experientes como Sam Allardyce, Oshor Williams, Gary Swann, Ronnie Hildersley e Les Chapman, tornaram o time extremamente difícil de ser batido.
Além disso, o clube chegou à quarta rodada da FA Cup, derrotando Bury, Chorley e Middlesbrough antes de sucumbir diante do Newcastle United.
A promoção foi alcançada com quatro jogos de antecedência, com o gol da vitória de Chapman no Orient garantindo o retorno à Third Division. John Thomas terminou como artilheiro com 21 gols na liga, auxiliado de forma extraordinária por Gary Brazil.
A temporada seguinte, 1987–88, foi de consolidação, com McGrath trazendo os novatos Tony Ellis e Brian Mooney.
Em 1988–89, o North End quase retornou à segunda divisão, terminando em sexto lugar, mas perdendo por 4 a 2 para o Port Vale na semifinal dos play-offs. Infelizmente, o técnico que havia ressuscitado o clube começou a ter dificuldades, e uma derrota por 2 a 0 na FA Cup para o Whitley Bay, time que não fazia parte da liga, provou ser a gota d'água em fevereiro de 1990.
Seu sucessor, Les Chapman, foi nomeado em 17 de fevereiro de 1990 e a equipe conseguiu evitar o rebaixamento, terminando em 19º lugar. Chapman não foi ajudado pelos problemas perenes de falta de fundos e pela venda de mais jogadores do time principal, incluindo Ellis, Mooney e Ian Bogie. Como resultado, ele teve dificuldades para levar a equipe adiante, e o desempenho medíocre do Preston na liga continuou nas duas temporadas seguintes, o que acabou levando à sua demissão em 29 de setembro de 1992. A equipe terminou em décimo sétimo lugar em 1990–91 e 1991–92.
A diretoria optou por nomear John Beck como técnico em 7 de dezembro de 1992 e ele contratou Gary Peters como seu assistente. Beck fez mudanças radicais que incluíram a colocação de quantidades generosas de areia nos flancos do gramado de plástico. Em certo momento, a equipe parecia estar a salvo do rebaixamento, mas uma sequência desastrosa de cinco derrotas consecutivas levou o clube de volta à quarta divisão, agora chamada de Third Division após a criação da Premier League. As táticas de Beck com bolas longas eram controversas. Mesmo assim, a equipe terminou em quinto lugar em 1993–94 e chegou à final da Third Division em Wembley, mas perdeu por 4 a 2 para o Wycombe Wanderers de Martin O'Neill.
No verão de 1994, o gramado sintético foi proibido da Football League e o clube foi adquirido pela BAXI, produtora de sistemas de aquecimento, que tem uma grande fábrica e instalação de testes em Preston. O executivo-chefe da BAXI, Bryan Gray, tornou-se presidente do clube. Um dos primeiros anúncios feitos pela nova diretoria foi que o Deepdale, até então um estádio em ruínas de propriedade do Preston Council, seria transformado em um estádio moderno. Isso foi possível graças à injeção de fundos extras pelo BAXI e a uma nova emissão de ações. As obras começaram no ano seguinte com a demolição da antiga West Stand, que ficava no lado da Deepdale Road. Ela foi substituída pela Sir Tom Finney Stand, a um custo de mais de £4 milhões.
No primeiro jogo do Preston de volta aos gramados, o time derrotou o Lincoln City por 4 a 0. Apesar das promessas iniciais, uma série de sete derrotas consecutivas no campeonato fez com que os torcedores se voltassem contra o técnico e, em 1º de dezembro de 1994, Beck deixou o cargo para dar lugar a Peters, que implementou um jogo de passes e mudou as coisas de modo que a equipe terminou novamente em quinto lugar. Peters contou com a ajuda do jovem David Beckham, que se juntou ao clube vindo do Manchester United por empréstimo de um mês e marcou dois gols em seus cinco jogos. Nos play-offs de 1995, o Preston perdeu por 2 a 0 no placar agregado para o Bury na semifinal.
Andy Saville, um atacante muito viajado, foi contratado do Birmingham City por £100.000, enquanto Steve Wilkinson foi adquirido por £80.000 do Mansfield Town para ser seu parceiro. Apesar de ter perdido seu primeiro jogo da temporada 1995-96 por 2 a 1 em casa para o Lincoln City, o North End embarcou em uma série invicta de 21 partidas, que incluiu uma goleada de 6 a 0 sobre o Mansfield, na qual Saville e Wilkinson marcaram três gols cada um.
Ao todo, Saville terminou a temporada 1995–96 com 29 gols na liga, enquanto Wilkinson e o meio-campista Simon Davey marcaram dez gols cada um. O campeonato da Third Division foi garantido no final de abril com uma vitória de 2 a 0 sobre o Hartlepool. O novíssimo Tom Finney Stand, com 8.000 lugares, foi inaugurado para a visita do Darlington em 16 de março de 1996.
Gary Peters manteve a maioria de sua equipe vencedora da promoção, reforçando seu elenco em vários momentos da temporada seguinte com jogadores que seriam cruciais para o sucesso do clube nas campanhas seguintes. Mark Rankine veio do Wolves, Sean Gregan do Darlington por £350.000 e Michael Jackson do Bury. Aos poucos, a equipe que havia promovido o North End foi sendo transferida, enquanto o clube procurava se preparar para o futuro.
Em 1997–98, um período de forma muito inconsistente fez com que o clube transferisse Peters para um novo cargo de Diretor do Centro de Excelência e o substituísse pelo assistente-técnico David Moyes, que foi formalmente nomeado em 12 de janeiro de 1998. Moyes, que foi um excelente zagueiro nas temporadas anteriores, imediatamente injetou um novo entusiasmo em sua equipe e o clube acabou terminando na 15ª posição, nove pontos acima da zona de rebaixamento.
Enquanto isso, as obras em Deepdale continuavam e a Bill Shankly Kop foi inaugurado em 1998 na extremidade norte do campo, na Blackpool Road. A etapa seguinte foi a demolição do antigo terraço Town End, atrás do gol na extremidade sul, para ser substituído pela arquibancada Alan Kelly Town End, inaugurada em 2001.
Em 1998–99, o Preston esteve perto de ser promovido, mas as lesões de jogadores importantes no final da campanha o levaram a ser derrotado nos play-offs por uma equipe determinada do Gillingham. Em 1998-99, o clube também foi derrotado em uma partida épica da Deepdale na 1998–99 contra o Arsenal, em casa, na terceira rodada. Kurt Nogan marcou dois gols no primeiro tempo, até que os Gunners reagiram (ajudados por uma expulsão de David Eyres) e venceram por 4 a 2.
Em 2000, o Preston North End finalmente retornou à segunda divisão, após uma ausência de dezenove temporadas. Jon Macken, que Gary Peters havia contratado do Manchester United dois anos antes, teve uma temporada incrível, marcando 22 gols na liga, e seu talento foi reforçado pela sólida coluna vertebral da equipe, com Teuvo Moilanen no gol, os zagueiros Graham Alexander, Colin Murdock, Michael Jackson e Rob Edwards, e um meio-campo formado pelos cavalos de batalha Gregan e Rankine. O campeonato foi confirmado no estádio do Cambridge, em 24 de abril, em um jogo que resultou na sétima e última derrota do North End na temporada.
Em janeiro de 2001, o Preston bateu seu recorde de transferência de clube ao pagar 1,5 milhão de libras ao Manchester United por David Healy. A equipe terminou a temporada 2000–01 em quarto lugar, mas novamente não conseguiu chegar aos play-offs, sendo derrotada por 3 a 0 pelo Bolton Wanderers na final, no Millennium Stadium. Antes, o Preston havia vencido o Birmingham City na semifinal ao ganhar uma disputa de pênaltis em Deepdale, após o empate em 2 a 2 no placar agregado.
Bryan Gray renunciou ao cargo de presidente no outono de 2001 e o BAXI se recusou a nomear um substituto, deixando claro que pretendia vender sua participação no clube.[13] O diretor do clube, Derek Shaw, um empresário local, assumiu o cargo de presidente interino. Enquanto isso, o colapso da ITV Digital custou ao clube uma receita de £4,6 milhões nos dois anos seguintes, o que significou que o planejamento do Invincibles Pavilion no lado leste de Deepdale teve que ser adiado (a arquibancada foi finalmente inaugurada em 2008).
David Moyes deixou o clube em 14 de março de 2002 para se tornar técnico do Everton e foi substituído por Craig Brown pouco antes do final da temporada 2001–02, quando o Preston terminou em oitavo lugar.

## Estádio
O local do atual estádio Deepdale foi alugado pelo clube em 1875 e foi usado pela primeira vez para o futebol em 1878. O maior público registrado foi de 42.684 pessoas em um jogo da First Division contra o Arsenal em abril de 1938. Após uma reconstrução completa entre 1996 e 2009, o estádio tem capacidade para 23.404 espectadores sentados. As dimensões atuais do gramado são 110 x 75 jardas.

### Estátua
Do lado de fora do Sir Tom Finney Stand há uma estátua do próprio jogador famoso, conhecida como "The Splash" ou "Tom Finney Splash". A estátua, esculpida por Peter Hodgkinson e inaugurada em julho de 2004, foi inspirada em uma famosa fotografia tirada no jogo entre Chelsea e Preston em 1956, disputado em Stamford Bridge em condições particularmente úmidas.

### Incidente terrorista de 1913
Em 1913, foi feita uma tentativa de destruir o terreno. Como parte da campanha sufragista de bombardeios e incêndios criminosos, as suffragettes realizaram uma série de bombardeios e ataques incendiários em todo o país durante sua campanha pelo sufrágio feminino. Em abril de 1913, as suffragettes tentaram incendiar a arquibancada do Deepdale, mas não conseguiram. No mesmo ano, as suffragettes conseguiram incendiar o estádio do Arsenal, na época no sul de Londres, e também tentaram incendiar o estádio do Blackburn Rovers. Esportes tradicionalmente masculinos foram alvo de ataques de protestos contra o domínio masculino.

## Títulos
| NACIONAIS | NACIONAIS                      | NACIONAIS | NACIONAIS                  |
|           | Competição                     | Títulos   | Temporadas                 |
| --------- | ------------------------------ | --------- | -------------------------- |
|           | Campeonato Inglês              | 2         | 1888-89 e 1889-90          |
|           | Copa da Inglaterra             | 2         | 1888-89 e 1937-38          |
|           | Campeonato Inglês - 2ª Divisão | 3         | 1903-04, 1912-13 e 1950-51 |
|           | Campeonato Inglês - 3ª Divisão | 2         | 1970-71 e 1999-00          |
|           | Campeonato Inglês - 4ª Divisão | 1         | 1995-96                    |

## Jogadores históricos
- David Beckham